# Chiesa dell'Adorazione Perpetua
La chiesa dell'Adorazione Perpetua è un luogo di culto cattolico di Firenze.

## Storia e descrizione
Come l'annesso convento, fondato da Teresa "Maria della Croce" Manetti (1846-1910), appartiene all'Istituto Teresiano Carmelitano e fu costruita tra il 1900 e il 1902 con le sovvenzioni dei marchesi Antinori da Giovanni Paciarelli in stile classicheggiante ispirato all'architettura del '400, nell'area dove in passato si trovavano gli orti del monastero di Sant'Anna al Prato.
Attualmente è sede della Casa Generalizia e del Noviziato, mentre la Casa Madre ha sede a Campi Bisenzio, luogo di nascita della fondatrice che fu beatificata nel 1986. Le suore hanno costituito l'Associazione delle Guardie d'Onore del Santissimo Sacramento e curano l'educazione dei fanciulli.

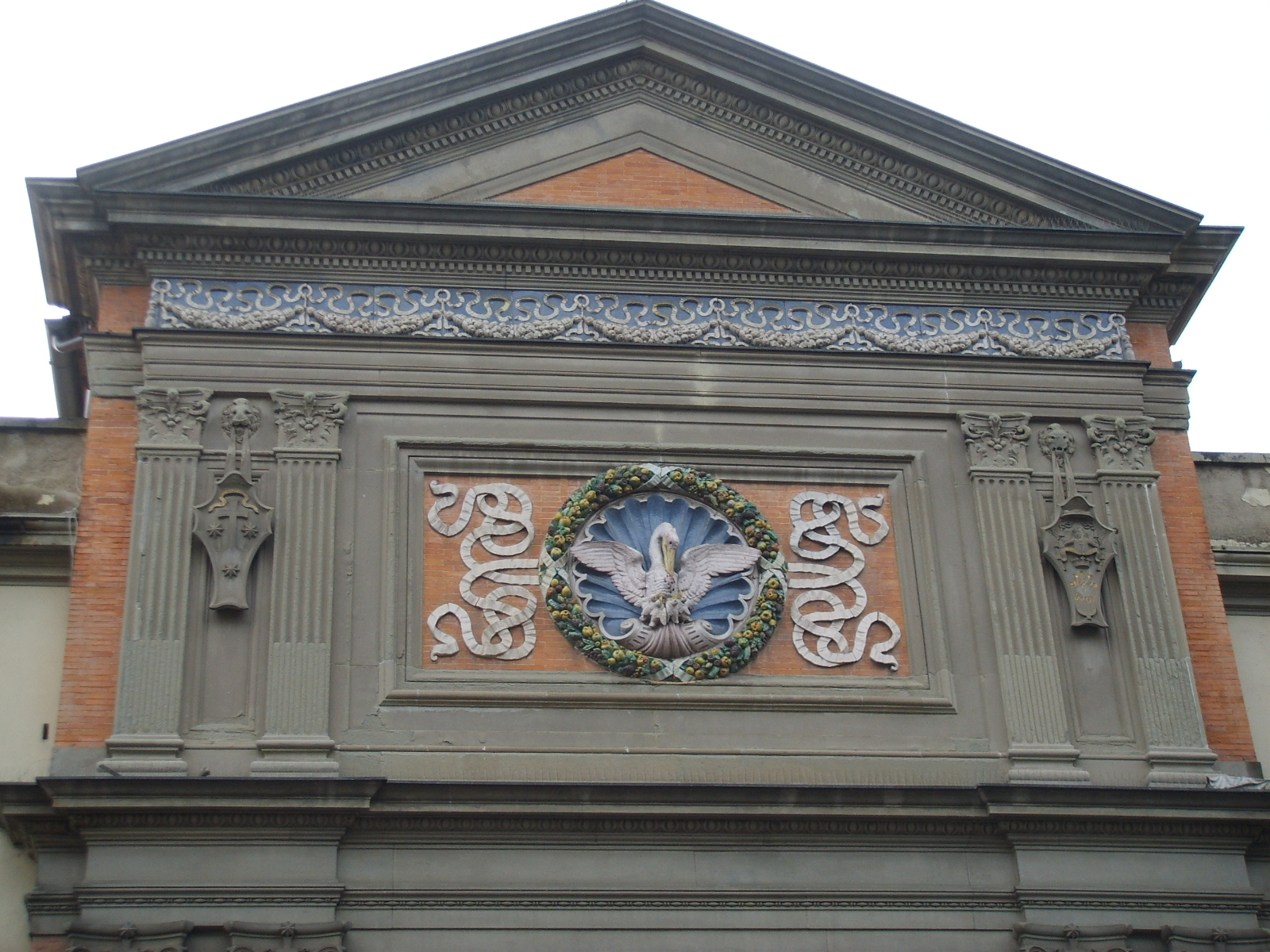
Il frontone
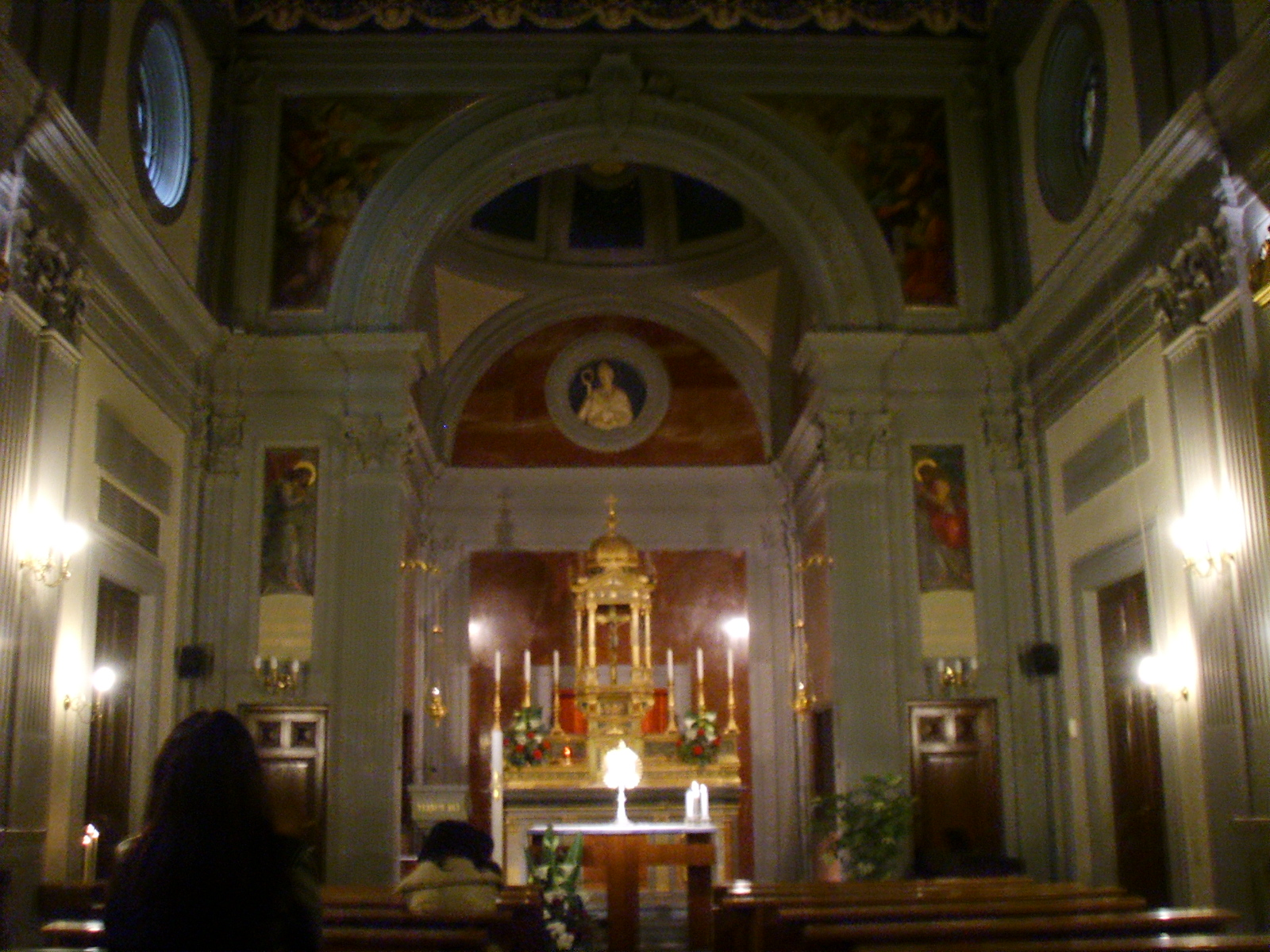
Interno
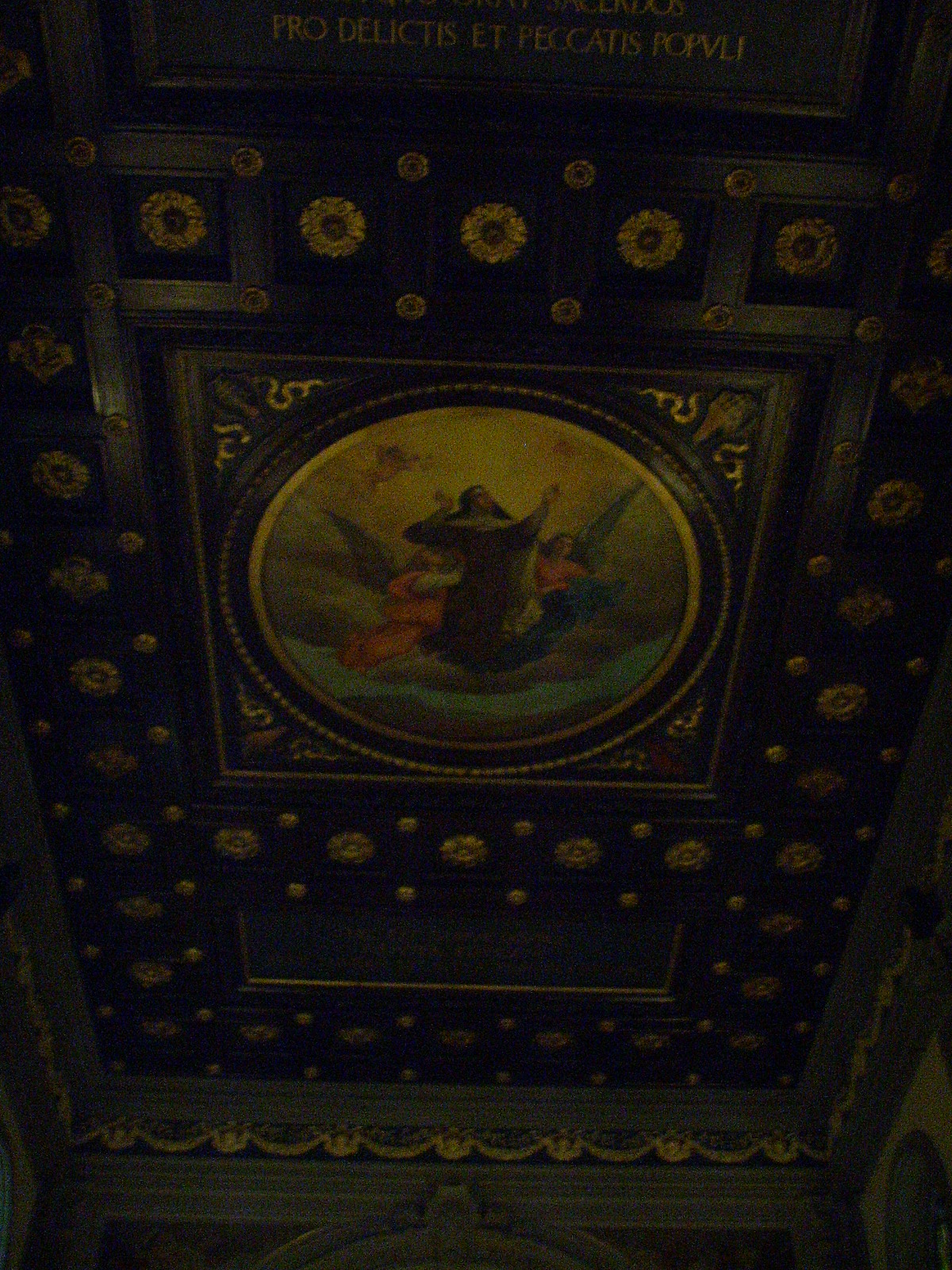
Soffitto